# Wust-Damm
Wust-Damm ist ein Ortsteil der Gemeinde Wust-Fischbeck im Landkreis Stendal im Bundesland Sachsen-Anhalt.

## Geografie
Wust-Damm, landläufig Wuster Damm genannt, früher auch Wusterdamm, ist eine kleine Siedlung 3½ Kilometer nordöstlich von Wust am Haidgraben Wusterdamm. Westlich der Siedlung liegt die Niederung „Der Trüben“, östlich beginnt das Waldgebiet Wuster Heide, das von der Landesgrenze zu Brandenburg durchschnitten wird.

## Geschichte

### Neuzeit
Die Siedlung entstand vermutlich im ausgehenden 17. Jahrhundert. Auf einer eine Karte von 1767 waren hier nur Teeröfen vorhanden.
Am 18. Dezember 1781 kaufte der Arbeitsmann Peter Meyer von Catharina Maria de Rosy, verwitwete von Katte, ein Stück Land im Wustschen Damm. Er bezahlte 16 Taler sofort und dann acht Taler jährlich. In einer anderen Akte wurde Peter Meyer als „Theerkocher“ bezeichnet.
Im Jahre 1782 war der Wustsche Damm eine Schäferei nebst einer Teerhütte, einem Jägerhaus, dem Herrn von Katte gehörig und drei Kolonistenhäusern mit 9 Feuerstellen.

### Eingemeindungen
Der Wustsche Damm gehörte früher zum zweiten Distrikt im Jerichowschen Kreis im Norden des Herzogtums Magdeburg. 1816 kam er zum Kreis Jerichow II, dem späteren Landkreis Jerichow II in der preußischen Provinz Sachsen.
Wusterdamm gehörte 1909 zum Gutsbezirk Wust im Landkreis Jerichow II. Am 30. September 1928 wurde der Gutsbezirk Wust mit der Landgemeinde Wust vereinigt, daher gehörte Wusterdamm zusammen mit Schönwalde (im Trüben) und dem Gehöft im Felde im Jahre 1931 zur Landgemeinde Wust.
Noch im Jahr 2006 wird nur der Wohnplatz Wusterdamm zur Gemeinde Wust gehörig aufgeführt.
Im Jahre 2008 gehörte der Wohnplatz Wusterdamm zum Ortsteil Wust-Damm. Bei der Gründung der Gemeinde Wust-Fischbeck am 1. Januar 2010 wurde der Ortsteil Wust-Damm in die neue Gemeinde überführt.

### Einwohnerentwicklung
| Jahr | Einwohner |
| ---- | --------- |
| 1782 | [0]57     |
| 1840 | [00]36    |
| 1864 | [00]41    |
| 1871 | 48        |
| 1905 | 36        |
| 2014 | [00]14    |

| Jahr | Einwohner |
| ---- | --------- |
| 2017 | [00]17    |
| 2018 | [00]16    |
| 2019 | [00]16    |
| 2020 | [00]17    |
| 2021 | [00]16    |
| 2022 | [0]16     |

Quellen: 1871 bis 1905 Unterlagen der Volkszählung

## Religion
Die evangelischen Christen aus der Wusterdamm sind in die Kirchengemeinde Wust eingepfarrt, die früher zur Pfarrei Melkow bei Wust gehörte. Heute werden sie betreut vom Pfarrbereich Jerichow im Kirchenkreis Stendal im Bischofssprengel Magdeburg der Evangelischen Kirche in Mitteldeutschland.

## Wirtschaft
Die Kiesgrube Schönhauser Damm liegt in der Gemarkung Wust im Ortsteil Wust-Damm. Die gewonnenen Sande dienen unter anderem als Füllsand auf Baustellen oder als Stützkörpermaterial für die Deichsanierung in der Umgebung.

## Verkehr
Durch den Ort führt der Radfernweg Altmarkrundkurs nach Süden.
Der Ort ist über die Kreisstraße 1474 direkt an die Bundesstraße 188 angeschlossen.